# قهرمانی شطرنج زنان جهان

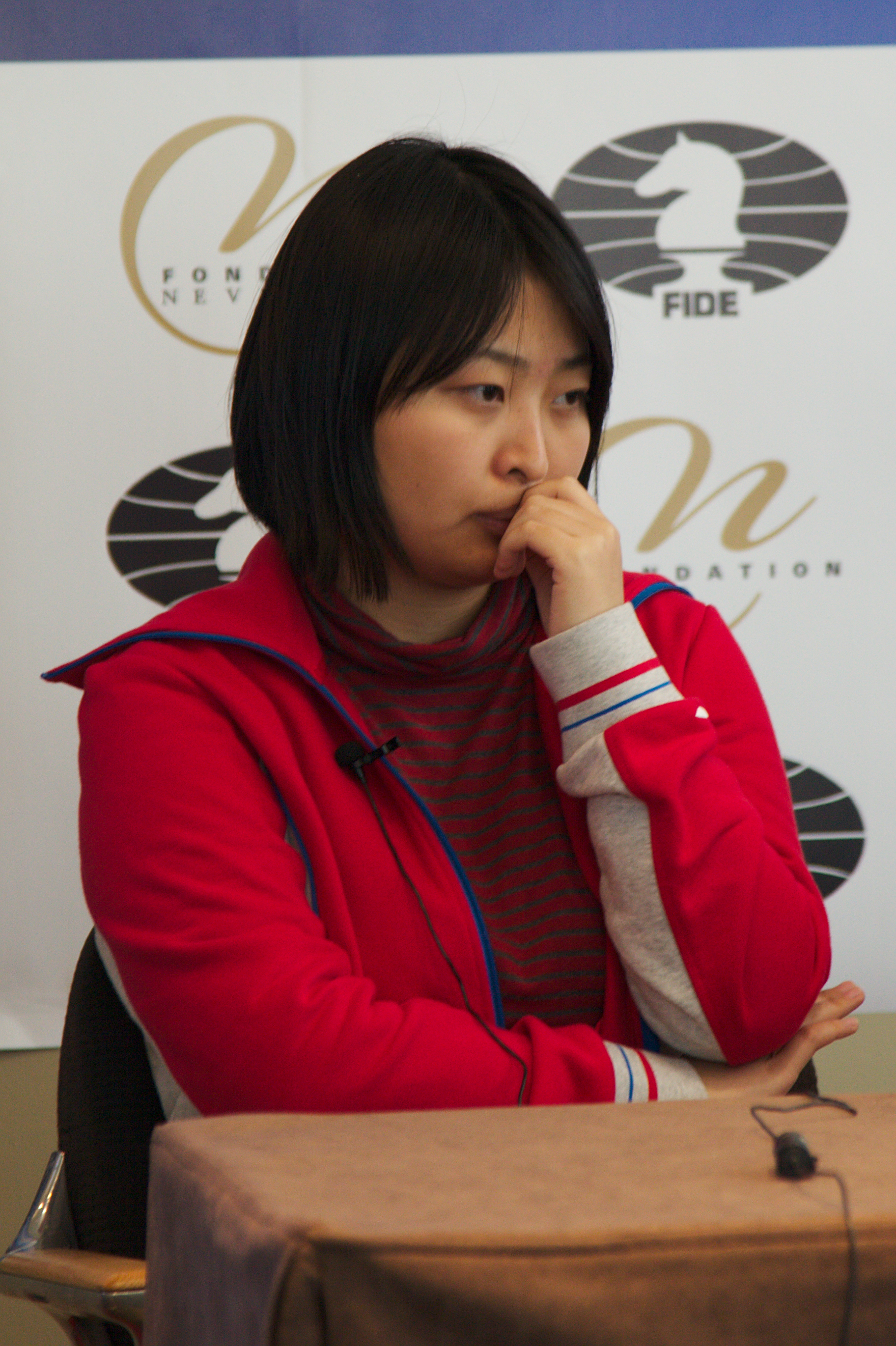
قهرمان کنونی زن جهان، جو ونجوون از چین.

قهرمانی شطرنج زنان جهان (به انگلیسی: Women's World Chess Championship) مسابقاتی است که برای تعیین قهرمان جهان بانوان توسط فیده برگزار می‌شود.
بر خلاف اکثر رشته‌ها، در شطرنج زنان می‌توانند با مردان نیز مسابقه بدهند.

## قهرمانی شطرنج زنان جهان
| نام                         | سالها       | کشور                         |
| --------------------------- | ----------- | ---------------------------- |
| ورا منچیک                   | ۱۹۲۷–۱۹۴۴   | روسیه / چکسلواکی / انگلستان  |
| بدون قهرمان (جنگ جهانی دوم) | ۱۹۴۴–۱۹۵۰   | جنگ جهانی دوم                |
| لودمیلا رودنکو              | ۱۹۵۰–۱۹۵۳   | اتحاد جماهیر شوروی (اکراین)  |
| الیزاوتا بایکووا            | ۱۹۵۳–۱۹۵۶   | اتحاد جماهیر شوروی (روسیه)   |
| اولگا روبتسووا              | ۱۹۵۶–۱۹۵۸   | اتحاد جماهیر شوروی (روسیه)   |
| الیزاوتا بایکووا            | ۱۹۵۸–۱۹۶۲   | اتحاد جماهیر شوروی (روسیه)   |
| نونا گاپرینداشویلی          | ۱۹۶۲–۱۹۷۸   | اتحاد جماهیر شوروی (گرجستان) |
| مایا چیبوردانیدزه           | ۱۹۷۸–۱۹۹۱   | اتحاد جماهیر شوروی (گرجستان) |
| زیه جون                     | ۱۹۹۱–۱۹۹۶   | چین                          |
| سوزان پولگار                | ۱۹۹۶–۱۹۹۹   | مجارستان                     |
| زیه جون                     | ۱۹۹۹–۲۰۰۱   | چین                          |
| ژو چن                       | ۲۰۰۱–۲۰۰۴   | چین                          |
| آنتوانتا استفانووا          | ۲۰۰۴–۲۰۰۶   | بلغارستان                    |
| ژو یوهوا                    | ۲۰۰۶–۲۰۰۸   | چین                          |
| الکساندرا کاستنیوک          | ۲۰۰۸–۲۰۱۰   | روسیه                        |
| هو ایفان                    | ۲۰۱۰–۲۰۱۲   | چین                          |
| آنا اوشنینا                 | ۲۰۱۲–۲۰۱۳   | اوکراین                      |
| هو ایفان                    | ۲۰۱۳–۲۰۱۵   | چین                          |
| ماریا موزیچوک               | ۲۰۱۵–۲۰۱۶   | اوکراین                      |
| هو ایفان                    | ۲۰۱۶–۲۰۱۷   | چین                          |
| تن ژونگی                    | ۲۰۱۷–۲۰۱۸   | چین                          |
| جو ونجوون                   | ۲۰۱۸–تاکنون | چین                          |